# 澤田瑞穂
澤田 瑞穂（さわだ みずほ、1912年5月23日 - 2002年1月28日）は、日本の中国文学者。中国の怪異研究の第一人者。跡見学園女子大学助教授、天理大学教授、早稲田大学文学部教授を歴任した。娘婿は清末小説研究家の樽本照雄（大阪経済大学名誉教授）。
高知県幡多郡大方町（現・黒潮町）生まれ。小学校3年生の時に大阪へ転居。1934年國學院大學高等師範部卒。1940年、北京日本大使館嘱託として中国に渡り、1942年に帰国する。1944年5月東亜交通公社華北支社附属伝習所講師として再び中国に渡る。1946年3月に帰国。中学校や高校で教鞭を執った後、1957年天理大学に着任。1973年同大学を定年退職。1974年早稲田大学に着任。1977年「宝巻の研究」で早稲田大学文学博士。1983年同大学を定年退職。
中国滞在時に収集した中国民間信仰、風俗に関する書物は「風陵文庫」として早稲田大学図書館に収蔵されている。 

## 著書
- 『中国の文学』学徒援護会 1948
- 『宝巻の研究 総説・提要』采華書林 1963、国書刊行会 1975
- 『地獄変 中国の冥界説』法蔵館 アジアの宗教文化 1968、平河出版社 1991
- 『仏教と中国文学』国書刊行会 1975
- 『鬼趣談義 中国幽鬼の世界』国書刊行会 1976、平河出版社 1990、中公文庫 1998
- 『中国動物譚』弘文堂選書 1978
- 『宋明清小説叢考』研文出版 1982
- 『中国の民間信仰』工作舎 1982
- 『金牛の鎖 中国財宝譚』平凡社選書 1983
- 『中国の呪法』平河出版社 1984
- 『芭蕉扇 中国歳時風物記』平河出版社 1984
- 『笑林閑話』東方書店 1985
- 『間花零拾 中国詩詞随筆』研文出版 1986
- 『中国の英傑 7 則天武后 女傑と悪女に生きて』集英社 1986
- 『中国の庶民文芸 歌謡・説唱・演劇』東方書店 1986
- 『中国の伝承と説話』研文出版 1988
- 『中国史談集』早稲田大学出版部 2000、ちくま学芸文庫 2017

共編著
- 『中国の古典名著　総解説』 自由国民社 1977、改訂版1998ほか。
- 『世界の聖域 別巻 1 中国の泰山』 窪徳忠共著 講談社 1982

### 翻訳
- 『燕趙夜話 採訪華北伝説集』編 采華書林 1965
- 『中国古典文学大系 8 抱朴子 ほか』平凡社 1969、復刊1994。普及版：中国の古典シリーズ
  - 葛洪 本田済訳、「列仙伝」伝劉向 沢田瑞穂訳、「神仙伝」葛洪 沢田瑞穂訳、「山海経」高馬三良訳
  - 新版『列仙伝 神仙伝』平凡社ライブラリー 1993、復刊2022
- 『中国の昔話』三弥井書店 世界民間文芸叢書 1975

## 論文
- 澤田瑞穂